# Polderdistrict Oude Rijn
Het Polderdistrict Oude Rijn was een waterschap in Gelderland.

## Geschiedenis
Het polderdistrict is in 1958 opgericht door het samenvoegen van dorpspolders met andere gebieden in de omgeving, te weten het Polderdistrict Herwen, Aerdt en Pannerden; de Rosandsche Polder; de Buitenpolder de Pannerdensche Waard, de Buitenpolder 's-Gravenweerd en de Eendenpoelsche buitenpolder. Bij het nieuwe waterschap werd ook het ongereglementeerde gebied bij Spijk gevoegd. De buitenpolder Netterden werd in 1968 aan het gebied van het polderdistrict Oude Rijn toegevoegd. In 1962 betrok het polderdistrict het gerestaureerde Huis Aerdt te Herwen als kantoor.
In 1982 fuseerde het polderdistrict met een aantal andere polderdistricten (waaronder het Polderdistrict Lijmers) tot het Polderdistrict Rijn en IJssel. Ook dit nieuw gevormde waterschap zetelde in Huis Aerdt.

## Gebied
Het Polderdistrict Oude Rijn beheerde onder meer het watermanagement in de voormalige Liemerse gemeenten Herwen en Aerdt, Bergh en Gendringen. Grote delen van deze gemeenten overstroomden vroeger regelmatig vanwege dijkdoorbraken bij de Rijn in Duitsland bij Bislich, Rees en langs het Pannerdensch Kanaal. Waterstromen in het stroomgebied van de Rijn als de Wild en de Oude Rijn liepen door het district. De plaatsen in het polderdistrict zijn in het verleden ook (deels) getroffen door hoogwater in de Rijn.
Plaatsen die onderdeel uitmaakten van het polderdistrict waren: Pannerden, Herwen, Aerdt, Lobith, Tolkamer, Spijk, Stokkum, 's-Heerenberg, Lengel, Netterden en Megchelen. 
De waterschappelijke indeling van het Polderdistrict Oude Rijn was als volgt:
- voormalig ongereglementeerd gebied
- voormalige buitenpolder 's-Gravenweerd.
- voormalig Polderdistrict Herwen, Aerdt en Pannerden.
- voormalige buitenpolder de Pannerdense Waard.
- afdeling 'Berghse Maten', waarin opgenomen de v.m. buitenpolder Netterden.
- voormalige Eendenpoelsche buitenpolder
- voormalige Rosandsche polder.